# 三好盛長
三好 盛長（みよし もりなが）は、戦国時代から安土桃山時代にかけての武将。盛の誤字で成長と記される場合もある。三好一門として三好政権に参画した。 

## 事績
永禄4年（1561年）4月に畠山高政と六角義治が同盟し三好氏に対抗するようになると、畠山氏討伐軍の総大将として三好実休が選ばれた。実休は8月1日に和泉国岸和田城に入城し、盛政は安宅冬康・三好康長・三好宗渭・三好盛政・篠原長房・吉成信長らと共にこれに従った。
永禄5年（1562年）8月には三好康長を筆頭に篠原長秀・加地盛時・矢野虎村・吉成信長・三好盛政と共に聞名寺の寺内特権を承認している。同11月29日には河内国高屋城衆として篠原長安・加地盛時・三好康長・矢野虎村・吉成信長・三好盛政・市原長胤・鶴沢長綱と共に「水魚の思」で三好長治を補佐する旨の連署状を残している。